# Scaevola platyphylla
Scaevola platyphylla är en tvåhjärtbladig växtart som beskrevs av John Lindley. Scaevola platyphylla ingår i släktet Scaevola och familjen Goodeniaceae. Inga underarter finns listade i Catalogue of Life.